# Тунел под Трихълмието
Тунелът под „Трихълмието“ e пътен тунел, който се намира на булевард „Цар Борис III Обединител“ и минава под Античния театър в Пловдив. Той е известен на пловдивчани като Тунела.

## История
Пътният тунел по бул. „Цар Борис III Обединител“ в Пловдив е построен през петдесетте години на XX в. Работата по проектирането му започва през 1948 г., a прокопаването му - през ноември 1949 г. Първоначално носи името на Георги Димитров. Поради възникнали разногласия, строителството е преустановено за известно време. Довършен е и е открит през 1960 г. По време на неговото строителство и оформяне на булевард „Георги Димитров“ са съборени много къщи с архитектурна стойност от двете му страни и е разрушена част от античната крепостна стена. Преместен е Житения пазар и площад „Цар Крум“ загубва своето значение на централен площад. Пловдивският строителен инженер Борислав Славов участва в започване на строителството му през 1948 г. и в завършването му през 1960 г. вече като Главен инженер на ДСО „Градстрой“. След пускането на съоръжението той е удостоен с „Почетен знак на Пловдив“.
В края на 1990-те тунелът е основно ремонтиран, поставени са хидроизолация, третична облицовка с шумозаглушаващ ефект, ново осветление и контактна мрежа.
Тунелът е в посока север–юг. През 2015 г. около 60 % от трафика Север-Юг в Пловдив минава през тунела. Това налага общината да развие стратегия за алтернативни маршрути.

## Технически данни
Съоръжението представлява двупосочен пътен тунел (една тръба) с по две ленти на движение за всяка посока. Дължина: 216 м, широчина: 18 м, напречно сечение: 105 м2.
Начин на изпълнение – „Подземно прокопаване“.